# Daniel Tavares Baeta Neves
Daniel Tavares Baeta Neves (* 11. März 1911 in Conselheiro Lafaiete, Minas Gerais, Brasilien; † 8. Juli 1980) war Bischof von Sete Lagoas.

## Leben
Daniel Tavares Baeta Neves empfing am 30. November 1935 das Sakrament der Priesterweihe.
Am 29. März 1947 ernannte ihn Papst Pius XII. zum Titularbischof von Parnassus und zum Weihbischof in Mariana. Der Erzbischof von Mariana, Helvécio Gomes de Oliveira SDB, spendete ihm am 29. Juni desselben Jahres die Bischofsweihe; Mitkonsekratoren waren der Bischof von Valença, Rodolfo das Mercês de Oliveira Pena, und der Bischof von Caratinga, João Batista Cavati CM.
Papst Pius XII. ernannte ihn am 16. Mai 1958 zum ersten Bischof von Januária. Am 1. Juni 1962 nahm Papst Johannes XXIII. das von Daniel Tavares Baeta Neves vorgebrachte Rücktrittsgesuch an und ernannte ihn zum Titularbischof von Cambysopolis. Papst Paul VI. bestellte ihn am 4. Juni 1964 zum Bischof von Sete Lagoas.
Daniel Tavares Baeta Neves nahm an allen vier Sitzungsperioden des Zweiten Vatikanischen Konzils teil.